# جیمی پرالس کنتراس
جیمی پرالس کنتراس (انگلیسی: Jaime Perales Contreras; ۱۵ ژوئیهٔ ۱۹۶۳ – ) تاریخ‌نگار اهل مکزیک بود.
وی همچنین برندهٔ جوایزی همچون برنامه فولبرایت شده‌است.